# 표면단체
표면단체(表面團體, 영어: front organization) 또는 표면조직(表面組織)은 정보기관, 범죄 조직, 테러 조직, 비밀 단체, 금지된 조직, 종교 또는 정치 단체, 옹호 단체, 기업 등 다른 조직에 의해 설립되고 통제되는 모든 단체이다. 위장 조직은 활동이 상위 그룹에 귀속되지 않고 상위 그룹을 대신하여 행동할 수 있으므로 당국이나 대중으로부터 특정 활동을 숨길 수 있다.
비즈니스 세계에서는 위장 회사나 유령 회사와 같은 위장 조직을 사용하여 모회사를 법적 책임으로부터 보호한다. 국제 관계에서 괴뢰정권은 다른 국가의 대리 역할을 하는 국가이다.

## 같이 보기
- 아스트로터핑
- 분류:압력 단체
- 분류:표면단체
- 중앙정보국
- 위장술책 작전
- 연방수사국
- 마피아
- 돈세탁
- 조직범죄
- 페이퍼 컴퍼니
- 허수아비 때리기 오류